# Pardosa daqingshanica
Pardosa daqingshanica este o specie de păianjeni din genul Pardosa, familia Lycosidae, descrisă de Tang, Urita și Song, 1994. Conform Catalogue of Life specia Pardosa daqingshanica nu are subspecii cunoscute.